# Chinchilla brevicaudata
Il cincillà coda corta  (Chinchilla brevicaudata Waterhouse, 1848) è un roditore della famiglia Chinchillidae.

## Descrizione

Differenze morfologiche tra C. brevicaudata e C. lanigera

Il C. brevicaudata ha l'aspetto di un grosso porcellino d'India, lungo 30–40 cm, ricoperto da pelo grigio-azzurro con sfumature bianche, e con una folta coda.
Si distingue dall'altra specie della famiglia dei Cincillà, Chinchilla lanigera, per le orecchie, che sono più piccole, e per la lunghezza della coda (circa 10–20 cm in C. brevicaudata e 30–40 cm in C. lanigera).

## Biologia
Vivono in colonie da pochi individui ad alcune centinaia ed hanno abitudini notturno-crepuscolari.
La loro dieta consiste essenzialmente di vegetali.
Dopo una gestazione di 3-4 mesi le femmine danno alla luce da 1 a 3 piccoli, che vengono svezzati intorno a 6-8 settimane. Raggiungono la maturità sessuale intorno agli 8 mesi di vita. L'aspettativa di vita stimata in natura è di circa 10 anni, sebbene ci siano esemplari che in cattività hanno raggiunto i 20 anni.

## Distribuzione e habitat
La specie è diffusa in Argentina, Bolivia, Cile e Perù.

## Status e conservazione
La IUCN Red List classifica C. brevicaudata come una specie in pericolo di estinzione.
La Zoological Society of London, in base a criteri di unicità evolutiva e di esiguità della popolazione, considera C. brevicaudata una delle 100 specie di mammiferi a maggiore rischio di estinzione.